# (524747) 2003 UJ292
(524747) 2003 UJ292 est un objet transneptunien, classé comme objet épars. 

## Caractéristiques
(524747) 2003 UJ292 mesure environ 170 km de diamètre.